# Tupoljev Tu-80
Tupoljev Tu-80 je bil sovjetski prototipni bombnik, zasnovan na podlagi Tupoljev Tu-4, vendar s precej večjim dosegom. Leta 1949 so ga preklicali v prid Tu-85, ki je bil prav tako zasnovan na Tu-4. Kasneje so preklicali tudi Tu-85 in namesto njega naročili hitrejšega turbopropelerskega Tu-95.
Tu-80 naj bi imel potovalno hitrost okrog 550 km/h, dolet okrog 7000-8000 kilometrov in največji bojni tovor 12 ton.

## Specifikacije
Podatki iz The Osprey Encyclopedia of Russian Aircraft 1975–1995; Gunston, p. 416
Splošne karakteristike
- Dolžina: 34,32 m (112 ft 7¼ in)
- Razpon kril: 43,45 m (142 ft 6⅝ in)
- Višina: 8,91 m (29ft 3 in)
- Površina kril: 167,0 m² (1 798 ft²)
- Teža praznega letala: 37 850 kg (83 444 lb)
- Naložena teža: 51 500 kg (113 536 lb)
- Maks. vzletna teža: 60 600 kg (133 598lb)
- Pogon letala: 4 ×  18-valjni dvovrstni zvezdasti motor Švecov AŠ-73FN, 1977 kW (2650 KM)  vsak

 Zmogljivost 
- Maks. hitrost: 545 km/h (295 vozlov, 339 mph)
- Doseg: 8214 km (4436 nmi)
- Višina leta: 11180 m (36680 ft)
- Obremenitev kril: 363 kg/m² (74,3 lb/ft²)
- Razmerje moč/teža: 0,13 kW/kg (0,079KM/lb)

Oborožitev

- Bombe: Do 12000 kg bomb